# 土壤類型
土壤類型是土壤科學中的分類單位。 所有具有一組明確定義的特性的土壤都形成了獨特的土壤類型。 土壤類型是土壤分類的專業術語，是處理土壤系統分類的科學。 世界上的每一種土壤都屬於某種土壤類型。 土壤類型是一個人类所抽象的概念化術語：在自然界中，不會直接“看到”土壤類型，而會發現屬於某種土壤類型的土壤。
在等級土壤分類系統中，土壤類型大多屬於高級或中級。 一種土壤類型通常可以細分為子類型，並且在許多系統中，幾種土壤類型可以組合成更高類別的實體。 然而，在美國的第一個分類系統中（Whitney，1909），土壤類型是最低級別的和映射的單位。
對於土壤類型的定義，一些系統主要使用土壤形成過程（成土作用）的結果。 一個例子是德國土壤系統學。 其他系統結合了土壤形成過程產生的特徵和從母材繼承的特徵。 例如，世界土壤資源參考庫(WRB) ，和美國農業部土壤分類法 (USDA soil taxonomy)。 其他系統不問這些特性是否是土壤形成的結果。 一個例子是澳大利亞土壤分類。
定義土壤類型的一種方便方法是參考土層。 然而，這並不總是可能的，因為一些非常初始的土壤甚至可能沒有明確的土層發育。 對於其他土壤，僅參考整個土壤剖面共有的一些特性來定義土壤類型可能更方便。 例如，WRB 通過沙子含量來定義砂性土。 許多土壤或多或少受到人類活動的強烈影響。 這反映在各種分類系統中對許多土壤類型的定義中。
因為土壤類型是一個非常籠統和廣泛使用的術語，許多土壤分類系統並不使用它來定義。 美國農業部土壤分類法 (USDA soil taxonomy)分為6級：分別命名為土綱(order)、亞綱(suborder)、大土類(great group)、亞類(subgroup)、土族(family)、和土系( series)。 WRB稱第一級參考土壤組(the first level Reference Soil Group)。 WRB中的第二級是通過添加限定詞構建的，對於結果（參考土壤組加上限定詞），沒有使用分類術語。

## 參閱
- 土壤分類
- 土壤
- 土力工程
- 成土作用
- 土層

## 外部鏈接
- （英文）Soil classification systems
- （英文）A Compendium of On-Line Soil Survey Information Soil Classification for Soil Survey